# Into the Sun
Into the Sun (Brasil: Operação Sol Nascente / Portugal: Yakuza: O Império do Sol Nascente) é um filme de 2005 do gênero ação, estrelado por Steven Seagal.

## Sinopse
Após o assassinato do governador de Tóquio por membros da Yakuza, o chefe da CIA na capital japonesa convoca um agente que foi criado no Japão e treinado por um ex-Yakuza. Usando seus antigos contatos, ele rapidamente conclui que uma guerra está prestes a eclodir entre antigos e novos membros da Yakuza.

## Elenco
- Steven Seagal como Travis Hunter, um agente da CIA
- Matthew Davis como Sean Mac
- Takao Osawa como Kuroda
- Eddie George como Jones
- William Atherton como Agente Block
- Juliette Marquis como Jewel
- Ken Lo como Chen
- Kosuke Toyohara como Fudomyo-o
- Akira Terao como Matsuda
- Dale Payne como Zen Custodian
- Eve Masatoh como Kojima
- Pace Wu como Mai Ling
- Chiaki Kuriyama como Ayako
- Kanako Yamaguchi como Nayako
- Namihiko Ohmura como Takeshi
- Daisuke Honda como Kawamura
- Roy Oguri como Kenji
- Sokyu Fujita como Investigador Maeda
- Vikrom Suebsaeng como Chang Choudong
- Tim Yan como General
- Shôji Oki como Ishikawa
- Takashi Fujii como comediante
- Mac Yasuda como Governador de Tóquio
- Kairi Narita como jovem da Yakuza
- Ginji Yoshikawa como mestre de cerimónias da Yakuza
- Joe Sagal como Técnico #1
- Hatake como Comprador da espada
- Korokke como mestre de cerimónias do clube